# 宮城県道26号気仙沼唐桑線
宮城県道26号気仙沼唐桑線（みやぎけんどう26ごう けせんぬまからくわせん）は、宮城県気仙沼市を通る県道（主要地方道）である。

## 概要
気仙沼市の国道45号と同市の東南部にある唐桑半島先端の御崎地区とを結ぶ。
気仙沼市松崎馬場を通る国道45号気仙沼バイパスより分岐して東へ向かい、東浜街道に沿って気仙沼市役所前や気仙沼港のある市街地を通り、唐桑半島の末端にある御崎神社まで半島を縦断する県道路線。起点の松崎馬場から新浜町の県道34号分岐（及び県道34号の国道45号現道交点までの区間）までの国道45号旧道にあたる区間は、気仙沼市の都市計画道路「片浜鹿折線」に指定されている。
東日本大震災により被害を受けた舞根・浦地区は、より標高が高い防災集団移転住宅団地へのアクセス路として「東舞根復興道路」の整備が進められている。
2011年東日本大震災により気仙沼線の駅舎および線路が被災したため、BRTで仮復旧した際に当県道上に南気仙沼駅・松岩駅が設けられたが、いずれもその後、整備が完了したBRT専用道へ移設された。

### 路線データ
- 実延長 : 22.1453 km[3]
- 起点 : 気仙沼市松崎馬場（岩月分岐点）（国道45号交点）
- 終点 : 気仙沼市唐桑町崎浜（御崎港）

## 歴史
気仙沼市街と本吉郡唐桑町（当時）を結ぶ路線は、何度か区間、路線名が変更されている。
- 1958年（昭和33年）3月31日：県道気仙沼唐桑線（気仙沼市鹿折（ししおり） - 唐桑町字浦宿）
- 1964年（昭和39年）12月25日：県道気仙沼御崎線（気仙沼市錦町 - 唐桑町字崎浜）
- 1973年（昭和48年）5月1日：県道気仙沼唐桑線（気仙沼市本浜一丁目 - 唐桑町馬場）と県道陸中公園唐桑線（唐桑町字崎浜 - 唐桑町字境）の2路線
- 1976年（昭和51年）
  - 4月1日 - 県道気仙沼唐桑線及び陸中公園唐桑線の一部が、「気仙沼唐桑線」として建設省（現・国土交通省）から主要地方道の指定を受ける。[4]
  - 9月10日：主要地方道気仙沼唐桑線（気仙沼市鹿折 - 唐桑町字崎浜　14.575 km） （宮城県はこの日を本路線の供用開始日としている）
- （月日不詳）：国道346号気仙沼市松崎 - 気仙沼市三日町（当時の終点）、国道284号気仙沼市三日町 - 気仙沼市新浜町一丁目間が宮城県に移管される（以後国道45号気仙沼バイパスは国道346号、国道284号との重用区間となる）。
- 1993年（平成5年）
  - 5月11日 - 建設省から、県道気仙沼唐桑線が気仙沼唐桑線として主要地方道に指定される[5]。
  - 10月19日 - 県道番号が決定[6]され、従前の主要地方道44号[7]から、県道26号に変更される。（12月1日より施行）
- 2004年（平成16年）3月：舞根バイパス（唐桑町浦 - 唐桑町馬場）が完成。
- 2011年（平成23年）
  - 3月11日：東日本大震災により沿線の大半が被災。
  - 11月21日：舞根バイパス休止区間（唐桑町浦 - 唐桑町舞根）を復興事業として事業化。
- 2015年（平成27年）6月8日：「東舞根復興道路」の一部区間（約0.56km）を供用開始[2]。
- 2019年（平成31年）3月29日 - 市町村合併による指定要件見直しに伴い、従来の県道気仙沼唐桑線（気仙沼市～気仙沼市唐桑町）が一旦路線廃止され、改めて路線認定及び従来と同一区間で道路区域の決定がなされた。[8]
- 2024年（令和6年）3月19日 - 舞根バイパスの旧道区間(2,368.0 m)が県道から降格。[9]

## 路線状況

### 本町橋架換え
- 気仙沼市本町地区の大川に架けられていた旧橋は1934年（昭和9年）供用で老朽化が著しく、車道幅員7m（歩道幅員1.5m）と狭小で周辺の交通管理に障害を及ぼしていた。2002年度（平成14年度）より下流側に新橋を架橋する事業が進められ、2013年（平成25年）2月14日に供用した。

  - 橋長：70.5m
  - 橋幅：18m
  - 車道幅員：11m
  - 歩道幅員：3.5m × 2

### 唐桑最短道（バイパス）
- 未改良区間の改良工事として新設バイパスを建設する唐桑最短道（気仙沼市浪板－気仙沼市唐桑町馬場間約8.9km　幅員10.0m）の計画がある。

2004年、舞根工区（舞根 - 馬場間約2.4km）の一部区間（浦 - 馬場間約1.5km）が、舞根バイパスとして開通した。
残り区間（舞根 - 浦間約0.9km）は住民アンケートの結果、宮城県道239号馬場只越線只越バイパスを優先整備することにし事業を休止した。
2011年（平成23年）休止中であった舞根 - 浦間を復興予算にて事業化（事業再開）、防災集団移転事業や漁港のアクセスに配慮したルートに見直し区間内に340mのトンネルを新設する。事業区間は1.7km。

### 化粧坂道路改良
気仙沼市街地の南北を結ぶ化粧坂地区において、幅員狭小区間の解消を目的に、国土強靭化事業として延長460m、幅員20mの道路を整備するもの。
- 2014年（平成26年）11月 - 地元への事業説明
- 2019年（令和元年）11月 - 工事着手
- 2023年（令和5年）2月17日 - 一部区間（南側320m）供用開始[11]

### 未改良区間
気仙沼市街地と唐桑半島を最短で結ぶ道路ではあるが、途中の気仙沼市浪板の宮城県道218号大島浪板線交点から石割峠を越え気仙沼市唐桑町浦の舞根バイパスまで未改良区間で、狭小・急カーブ・急勾配の連続で大型車の通行禁止区間である。

### 交通量[12]
令和３年度調査

#### 24時間交通量
- 気仙沼市赤岩舘下 - 17,997台

#### 12時間交通量
- 気仙沼市化粧坂 - 7,918台
- 気仙沼市魚町三丁目 - 9,767台
- 気仙沼市東八幡前 - 827台
- 気仙沼市唐桑町小鯖 - 3,143台

## 地理

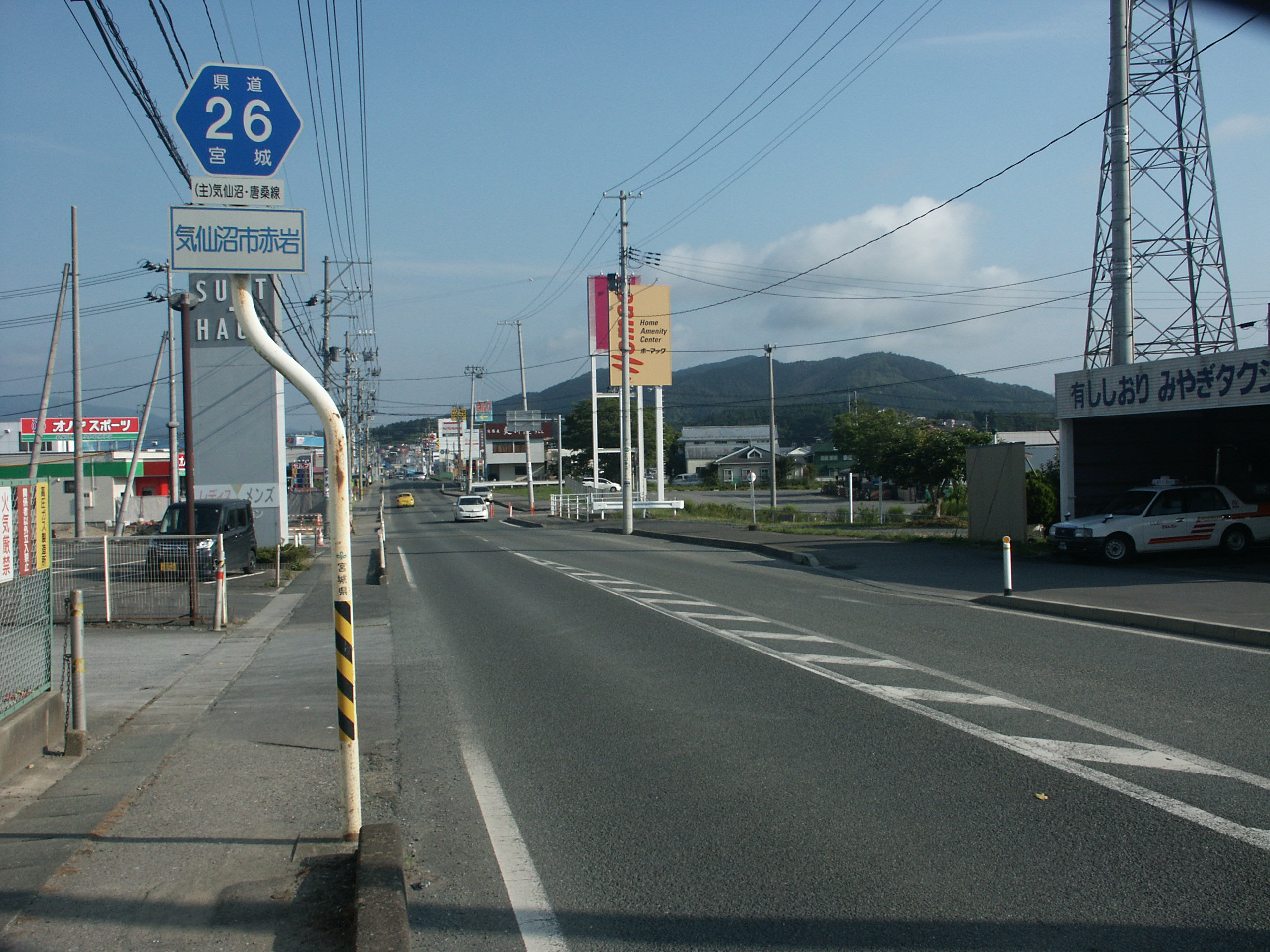
気仙沼市赤岩付近

本路線が縦断する唐桑半島は三陸復興国立公園の中にある。

### 交差する道路
- 国道45号（気仙沼市松崎、起点）
- 宮城県道5号気仙沼港線（気仙沼市南町）
- 宮城県道34号気仙沼陸前高田線（気仙沼市新浜町一丁目）
- 三陸沿岸道路　気仙沼鹿折IC（気仙沼市浪板）
- 宮城県道218号大島浪板線（気仙沼市浪板）
- 宮城県道239号馬場只越線（気仙沼市唐桑町馬場、終点）

### 名所
- 巨釜・半造（おおがま・はんぞう）：リアス式海岸の景勝地
- 唐桑半島ビジターセンター：1984年（昭和59年）開館[13]。利用低迷によるリニューアル工事実施のため2022年（令和4年）6月26日閉館。[14]
- 早馬山：漁火パーク　早馬神社

### 沿線の施設
- JR気仙沼線BRT 松岩駅
- 気仙沼・本吉地域広域行政事務組合　消防本部
- 気仙沼警察署
- 宮城県気仙沼合同庁舎
- イオン気仙沼店
- 気仙沼郵便局
- 気仙沼市役所
- JR大船渡線BRT
  - 内湾入口（八日町）駅
  - 鹿折唐桑駅
- 気仙沼信用金庫本店
- 魚浜公園
- 気仙沼漁港（コの字岸壁）
- 宮城県立気仙沼高等技術専門校
- 宿舞根漁港
- 早馬神社
- 気仙沼市立唐桑中学校
- 巨釜・半造
- 唐桑半島ビジターセンター
- 御崎野営場
- 御崎港
- 御崎神社